# Bidarkundi, Muddebihal
Bidarkundi là một làng thuộc tehsil Muddebihal, huyện Bijapur, bang Karnataka, Ấn Độ.